# Nabil Jeffri
Muhammad Nabil Jan Al Jeffri (Kuala Lumpur, 24 de outubro de 1993) é um automobilista da Malásia.

## Carreira

### GP2 Series
Em 2016, ele disputou a temporada de 2016 da GP2 Series pela equipe Arden International.

### Fórmula 2
Em 2017, Jeffri juntou-se a equipe Trident para disputar a temporada de 2017 do Campeonato de Fórmula 2 da FIA.